# Jari Pedersen
Jari Pedersen (født 2. september 1976) er en tidligere dansk professionel fodboldspiller, som har spillet for AaB i perioden 1995-1999. Gennem karrieren blev det til 54 kampe og 7 mål for AaB. Jari Pedersen har vundet det danske mesterskab med AaB i sæsonen 1998/99. Efter AaB fortsatte han karrieren i Lyngby Boldklub, hvorefter han blev udlejet til BK Frem.